# Рокпорт (Кентуккі)
Рокпорт (англ. Rockport) — місто (англ. city) в США, в окрузі Огайо штату Кентуккі. Населення — 262 особи (2020).

## Географія
Рокпорт розташований за координатами 37°20′2″ пн. ш. 86°59′32″ зх. д. / 37.33389° пн. ш. 86.99222° зх. д. (37.333981, -86.992251).  За даними Бюро перепису населення США в 2010 році місто мало площу 1,91 км², з яких 1,80 км² — суходіл та 0,11 км² — водойми.

## Демографія
Згідно з переписом 2010 року, у місті мешкало 266 осіб у 107 домогосподарствах у складі 76 родин. Густота населення становила 139 осіб/км².  Було 128 помешкань (67/км²).
Расовий склад населення:
| - 99,2 % — білих - 0,4 % — корінних американців - 0,4 % — азіатів |

До двох чи більше рас належало 0,0 %. Частка іспаномовних становила 0,4 % від усіх жителів.
За віковим діапазоном населення розподілялося таким чином: 24,1 % — особи молодші 18 років, 56,0 % — особи у віці 18—64 років, 19,9 % — особи у віці 65 років та старші. Медіана віку мешканця становила 44,5 року. На 100 осіб жіночої статі у місті припадало 101,5 чоловіків;  на 100 жінок у віці від 18 років та старших — 102,0 чоловіків також старших 18 років.
Середній дохід на одне домашнє господарство  становив 36 042 долари США (медіана — 27 500), а середній дохід на одну сім'ю — 41 363 долари (медіана — 31 250). За межею бідності перебувало 29,4 % осіб, у тому числі 40,4 % дітей у віці до 18 років та 11,1 % осіб у віці 65 років та старших.
Цивільне працевлаштоване населення становило 70 осіб. Основні галузі зайнятості: виробництво — 32,9 %, науковці, спеціалісти, менеджери — 18,6 %, роздрібна торгівля — 12,9 %, освіта, охорона здоров'я та соціальна допомога — 12,9 %.